# Aske (mineralsk)
 For alternative betydninger, se Aske. (Se også artikler, som begynder med Aske)
Aske er den uforbrændelige bestanddel af brændbare materialer, den del, som ikke under forbrændingen ved at forbinde sig med luftens ilt kan overføres til luftform og gå over i den atmosfæriske luft, men som helt eller delvis bliver tilbage som et fast stof på det sted, hvor forbrændingen er foregået.